# جاده‌ها
جاده‌ها (انگلیسی: Roads) یک فیلم در ژانر درام به کارگردانی سباستین شیپر است که در سال ۲۰۱۹ منتشر شد. از بازیگران آن می‌توان به فیون وایتهد، موریتس بلایبتروی، و بن چاپلین اشاره کرد.